# ジミー・レノン・ジュニア
ジミー・レノン・ジュニア（Jimmy Lennon, Jr.、1958年8月5日 - ）は、アメリカ合衆国出身のリングアナウンサー。
主にショウタイムが放送するボクシングの試合、総合格闘技の試合のリングアナウンサーを務めている。本場アメリカのリングでのビッグマッチはもちろん、ヨーロッパや南米、日本でもリングコールする事があるが、現地の言葉を一部交えたコールをする。日本やメキシコ等では" It's show time!"、アメリカでは" It's Prime time!"のキャッチフレーズで知られている。
父は、プロレスやボクシングでリングアナウンサーとして活躍したジミー・レノン・シニア。

## 経歴・人物
リングアナウンサーになるつもりは無かったが、父の勧めで1981年に初リングアナウンサーを務める。ドン・キング率いるドン・キングプロダクションズの興行を中心にキャリアを積み、1991年以降、テレビ局ショウタイムのボクシング中継番組「チャンピオンシップ・ボクシング」SHOWTIMEの中継終了後はPrime Videoの配信番組PBCで活躍している。たまにではあるがHBOのボクシング中継でマイケル・バッファーが不在の場合に代理を務める事がある。格闘技では総合格闘技のStrikeforceやK-1でリングアナウンサーを務めた。
コンピューターゲームEAスポーツのファイトナイトシリーズやEA SPORTS 総合格闘技ではリングアナウンサーとして登場している。1991年公開の映画ホットショットと2002年公開の映画アイ・スパイではボクシングのリングアナウンサーとして出演していて、ホット・ショットではコミカルな演技を見せている。
2013年には国際ボクシング名誉の殿堂博物館に殿堂入りを果たした。

### 日本での活動
日本のリングに初登場をしたのが1990年2月11日、帝拳ボクシングジム主催のビッグマッチであるWBA・WBC・IBF世界ヘビー級統一王者マイク・タイソンVSジェームス・ダグラス戦で初のビッグマッチのリングアナウンサーを担当した。帝拳主催の興行で日本にほぼ毎年のようにWOWOW無料の日のスペシャル興行で登場していた。近年では「Prime Video Boxing」や「Lemino BOXING」(主にトップランク関係)で配信される世界戦でリングアナウンサーを担当している。西岡利晃の日本国内外での防衛戦では7度防衛中5度リングアナウンサーを担当。井上尚弥と村田諒太は4度、寺地拳四朗は5度、井上拓真は3度、山中慎介・長谷川穂積は2度、ホルヘ・リナレスはノンタイトル戦と世界戦を含めて4回担当している。
日本ではK-1でもリングアナウンサーとして活躍したほか、活躍の幅は多岐に渡っている。

## リングアナウンサーを担当したボクシングの主な試合
- 1990年2月11日 マイク・タイソンVSジェームス・ダグラス
- 1996年11月7日 マイク・タイソンVSイベンダー・ホリフィールド第1戦
- 1997年6月28日 マイク・タイソンVSイベンダー・ホリフィールド第2戦
- 2000年12月2日 リカルド・ロペスVSラタナポン・ソーウォラピン
- 2001年2月17日  畑山隆則VSリック吉村
- 2005年5月14日 ロナルド・ライトVSフェリックス・トリニダード
- 2005年9月25日 長谷川穂積VSヘラルド・マルチネス
- 2009年5月23日 西岡利晃VSジョニー・ゴンサレス
- 2009年10月10日 西岡利晃VSイバン・エルナンデス
- 2009年10月10日 ホルヘ・リナレスVSフアン・カルロス・サルガド
- 2010年4月30日 長谷川穂積VSフェルナンド・モンティエル
- 2010年4月30日 西岡利晃VSバルウェグ・バンゴヤン
- 2010年10月24日 西岡利晃VSレンドール・ムンロー
- 2011年10月1日 西岡利晃VSラファエル・マルケス
- 2011年10月1日 ローマン・ゴンサレスVSオマール・ソト
- 2012年11月3日 山中慎介VSトマス・ロハス
- 2012年11月3日 五十嵐俊幸VSネストール・ナルバエス
- 2013年8月17日 三浦隆司VSセルヒオ・トンプソン
- 2013年11月10日 山中慎介VSアルベルト・ゲバラ
- 2015年5月2日 フロイド・メイウェザー・ジュニアVSマニー・パッキャオ戦(マイケル・バッファーとの競演)
- 2017年10月22日 村田諒太VSアッサン・エンダム
- 2018年4月15日 村田諒太VSエマヌエーレ・ブランダムラ
- 2019年1月19日 マニー・パッキャオVSエイドリアン・ブローナー
- 2019年7月12日 拳四朗VSジョナサン・タコニン
- 2019年7月12日 村田諒太VSロブ・ブラント
- 2019年12月23日 寺地拳四朗VSランディ・ペタルコリン
- 2019年12月23日 モルティ・ムザラネVS八重樫東
- 2019年12月23日 村田諒太VSスティーブン・バトラー
- 2022年6月7日 井上尚弥VSノニト・ドネア第2戦
- 2022年11月1日 ジョナサン・ゴンサレスVS岩田翔吉
- 2022年12月13日　井上尚弥VSポール・バトラー (ボクサー)
- 2022年11月1日 寺地拳四朗VS京口紘人
- 2023年4月8日　那須川天心VS与那覇勇気
- 2023年4月8日　井上拓真VSリボリオ・ソリス
- 2023年4月8日　寺地拳四朗VSアンソニー・オラスクアガ
- 2023年7月25日　ロベイジー・ラミレスVS清水聡
- 2023年7月25日　井上尚弥VSスティーブン・フルトン
- 2023年9月18日　中谷潤人VSアルヒ・コルテス
- 2023年9月18日　ルイス・グスマンVS那須川天心
- 2023年9月18日　寺地拳四朗VSヘッキー・ブドラー
- 2023年12月26日 井上尚弥 対 マーロン・タパレス
- 2024年1月23日 アルテム・ダラキアンVSユーリ阿久井政悟
- 2024年1月23日 ルイス・ロブレスVS那須川天心
- 2024年1月23日 寺地拳四朗VSカルロス・カニサレス
- 2024年2月24日 田中恒成VSクリスチャン・バカセグア
- 2024年2月24日 アレハンドロ・サンティアゴVS中谷潤人
- 2024年2月24日 井上拓真VSヘルウィン・アンカハス
- 2024年5月6日 ジェイソン・モロニーVS武居由樹
- 2024年5月6日 井上尚弥VSルイス・ネリ
- 2024年7月20日  加納陸 vs アンソニー・オラスクアガ
- 2024年7月20日  ジョナタン・ロドリゲス vs 那須川天心
- 2024年7月20日  中谷潤人 vs ビンセント・アストロラビオ
- 2024年9月3日 武居由樹 vs 比嘉大吾
- 2024年9月3日 井上尚弥 vs テレンス・ジョン・ドヘニー
- 2024年10月13日 寺地拳四朗vs クリストファー・ロサレス
- 2024年10月13日 井上拓真vs堤聖也
- 2024年10月14日 那須川天心vs ジェルウィン・アシロ
- 2024年10月14日 中谷潤人vsペッチ・ソー・チットパッタナ
- 2025年1月24日 井上尚弥vsキム・イェジョン
- 2025年2月24日堤聖也vs比嘉大吾
- 2025年2月24日那須川天心vsジェーソンモロニー
- 2025年2月24日中谷潤人vsダビド・クエジャル